# Christian II. (Sachsen)

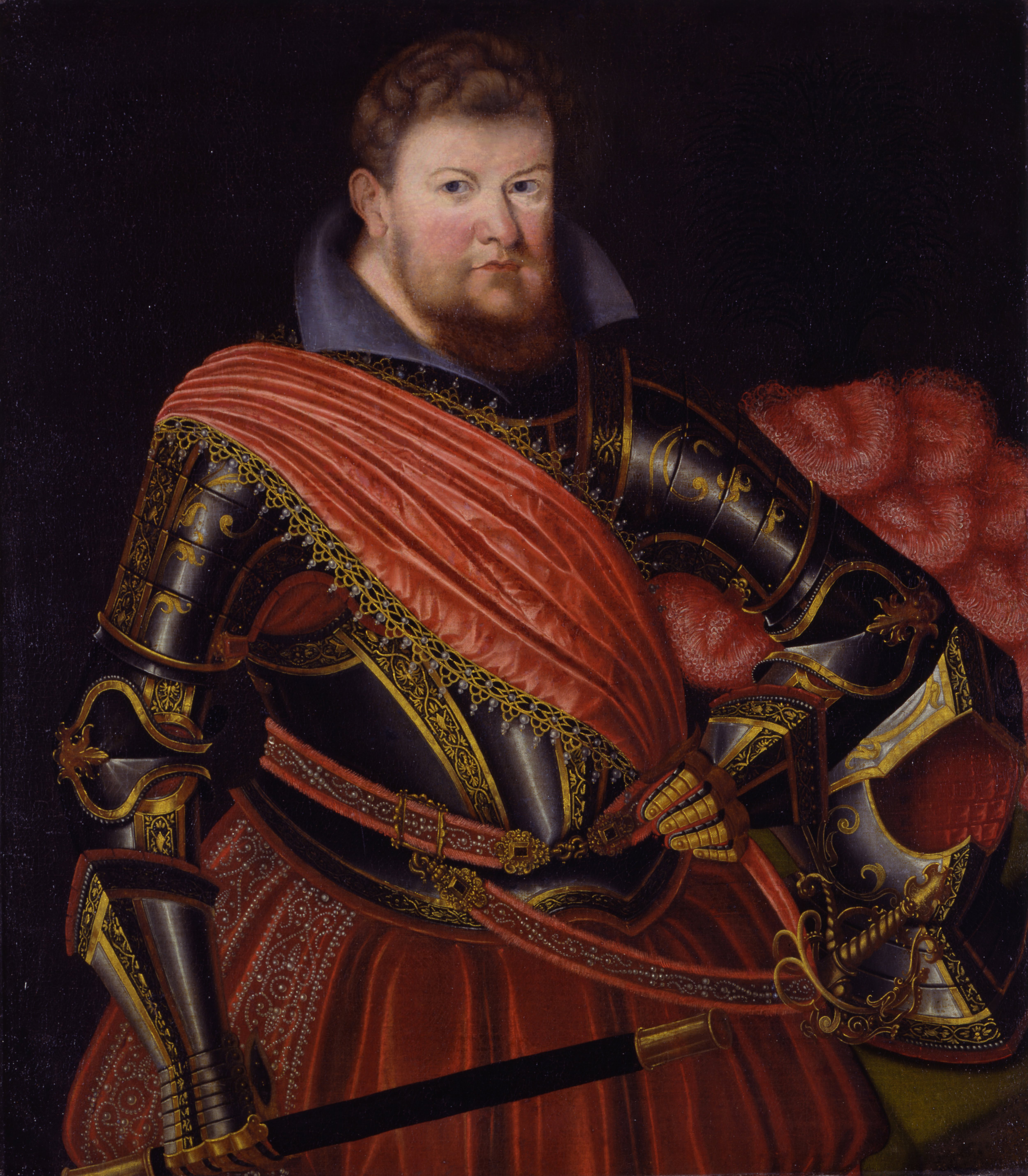
Christian II.

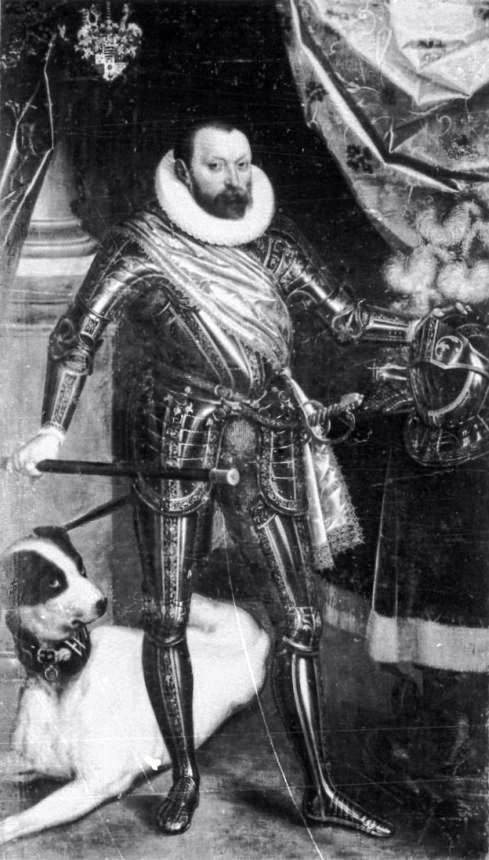
Herzog Friedrich Wilhelm I. von Sachsen-Weimar führte die Regentschaft bis 1601 als Christian II. minderjährig war

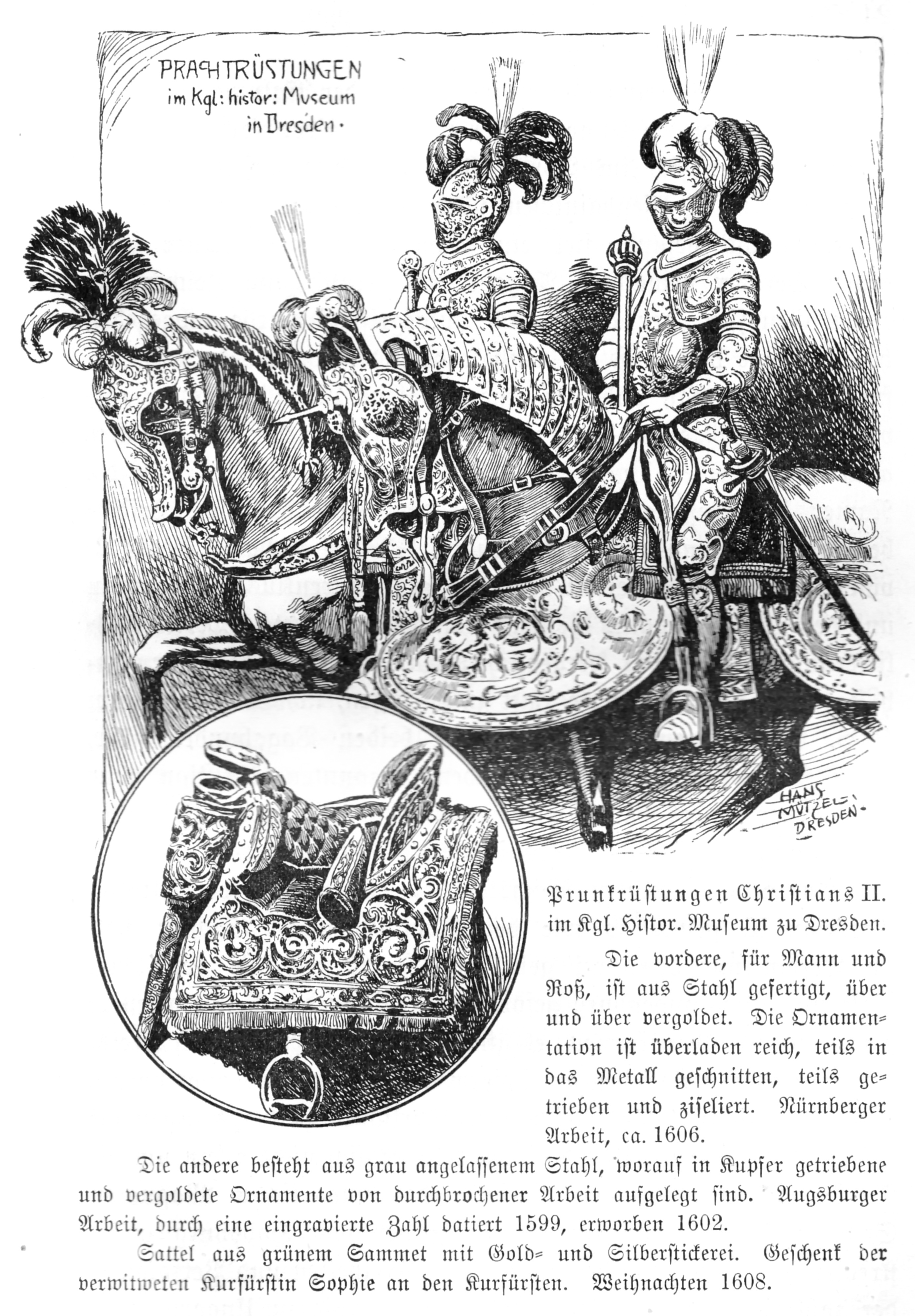
Prunkrüstungen Christians II.

Christian II. (* 23. September 1583 in Dresden; † 23. Juni 1611 ebenda)
war aus der albertinischen Linie der Wettiner und seit 1591 Kurfürst von Sachsen.

## Leben
Christian war der älteste Sohn des Kurfürsten Christian I. von Sachsen (1560–1591) aus dessen Ehe mit Sophie (1568–1622), Tochter des Kurfürsten Johann Georg von Brandenburg. Nach dem frühen Tod seines Vaters wurde Christian, noch minderjährig, 1591 Kurfürst von Sachsen. Seine Mutter erzog ihren Sohn streng lutherisch und hielt ihn sonst von den Regierungsgeschäften fern. Die Regentschaft führte der ernestinische Herzog Friedrich Wilhelm von Sachsen-Weimar, aber auch Christians Mutter hatte in Zusammenspiel mit Adel und Theologen entscheidenden Einfluss auf die regentschaftliche Regierung, die Nikolaus Krell, den einflussreichen Kanzler Christians I., umgehend verhaften ließ und sich wieder einer reaktionären Politik zuwendete.
Nach Erreichen seiner Volljährigkeit übernahm Christian 1601 die Regierung selbst, die im Sinne der Regentschaftsregierung fortgeführt wurde. Mit Antritt seiner Regierung wurde Nikolaus Krell, vor allem auf Betreiben von Christians Mutter, in Dresden hingerichtet. Die Landstände erstarkten und Sachsen kehrte wieder eindeutig zum orthodoxen Luthertum zurück, was eine einheitliche Politik der protestantischen Parteien in Deutschland erschwerte, zudem Christian treu auf der Seite der katholischen Habsburger stand. Kaiser Rudolf II. versäumte es allerdings, die Lehensanwartschaft Kursachsens auf das Herzogtum Kleve im Jülich-Klevischen Erbfolgestreit eindeutig zu unterstützen. Das Justizwesen in Sachsen erlebte durch eine Appellationsgerichtsordnung von 1605 Fortschritte.
Nach dem Tod Herzog Johanns von Sachsen Weimar am 31. Oktober 1605 übernahm er die Vormundschaft für dessen acht minderjährige Söhne (siehe Achtbrüdertaler).
Am 12. September 1602 heiratete Christian in Dresden Hedwig (1581–1641), Tochter des Königs Friedrich II. von Dänemark.
Christian galt als ein Mann von kräftiger körperlicher Erscheinung und gutmütigem Charakter, war aber intellektuell kaum in der Lage, die Staatsgeschäfte zu führen und dabei völlig von Beratern abhängig. Das kam auch in der Münzprägung seiner Zeit, im Münzbild des Dreibrüdertaler zum Ausdruck. Obwohl das Kurfürstentum Sachsen seit Kurfürst Moritz nur noch im Namen des Landesfürsten prägen ließ, wurde unter Christian auch im Namen seiner beiden Brüder bis zu seinem Lebensende geprägt.
Der Kurfürst ging in der Jagd und seiner Leidenschaft für Essen und Trinken auf. Auf Grund seiner mangelhaften Wirtschaftspolitik mehrten sich die Staatsschulden beträchtlich. Er starb kinderlos und bereits im Alter von 27 Jahren, nachdem er überhitzt eine große Menge kalten Bieres getrunken hatte, vermutlich an einem Schlaganfall. Er wurde im Freiberger Dom beigesetzt. In der Regierung folgte ihm sein jüngerer Bruder Johann Georg.

## Vorfahren
| Ahnentafel Christian II. von Sachsen | Ahnentafel Christian II. von Sachsen                                                    | Ahnentafel Christian II. von Sachsen                                                    | Ahnentafel Christian II. von Sachsen                                                    | Ahnentafel Christian II. von Sachsen                                                                          | Ahnentafel Christian II. von Sachsen                                                                | Ahnentafel Christian II. von Sachsen                                                                | Ahnentafel Christian II. von Sachsen                                                                | Ahnentafel Christian II. von Sachsen                                                                |
| ------------------------------------ | --------------------------------------------------------------------------------------- | --------------------------------------------------------------------------------------- | --------------------------------------------------------------------------------------- | --- | --------------------------------------------------------------------------------------------------- | --------------------------------------------------------------------------------------------------- | --------------------------------------------------------------------------------------------------- | --------------------------------------------------------------------------------------------------- |
| Ururgroßeltern                       | Herzog Albrecht der Beherzte (1443–1500) ⚭ 1464 Sidonie von Böhmen (1449–1510)          | Herzog Magnus II. (1441–1503) ⚭ 1478 Sophie von Pommern (1460–1504)                     | König Friedrich I. (1471–1533) ⚭ 1502 Anna von Brandenburg (1487–1514)                  | Herzog Magnus I. von Sachsen-Lauenburg (1470–1543) ⚭ 1509 Katharina von Braunschweig-Wolfenbüttel (1488–1563) | Kurfürst Joachim I. (1484–1535) ⚭ 1502 Elisabeth von Brandenburg (1485–1555)                        | Herzog Georg von Sachsen (1471–1539) ⚭ 1496 Barbara von Polen (1478–1534)                           | Markgraf Friedrich II. von Brandenburg (1460–1536) ⚭ 1479 Sofia Jagiellonka (1464–1512)             | Karl I. (1476–1536) ⚭ 1488 Anna von Sagan                                                           |
| Urgroßeltern                         | Herzog Heinrich der Fromme (1473–1541) ⚭ 1512 Katharina von Mecklenburg (1487–1561)     | Herzog Heinrich der Fromme (1473–1541) ⚭ 1512 Katharina von Mecklenburg (1487–1561)     | König Christian III. (1503–1559) ⚭ 1525 Dorothea von Sachsen-Lauenburg (1511–1571)      | König Christian III. (1503–1559) ⚭ 1525 Dorothea von Sachsen-Lauenburg (1511–1571)                            | Kurfürst Joachim II. (1505–1571) ⚭ 1524 Magdalene von Sachsen (1507–1534)                           | Kurfürst Joachim II. (1505–1571) ⚭ 1524 Magdalene von Sachsen (1507–1534)                           | Herzog Georg von Brandenburg-Ansbach (1484–1543) ⚭ 1525 Hedwig von Münsterberg-Oels (1508–1531)     | Herzog Georg von Brandenburg-Ansbach (1484–1543) ⚭ 1525 Hedwig von Münsterberg-Oels (1508–1531)     |
| Großeltern                           | Kurfürst August von Sachsen (1526–1586) ⚭ 1548 Anna von Dänemark (1532–1585)            | Kurfürst August von Sachsen (1526–1586) ⚭ 1548 Anna von Dänemark (1532–1585)            | Kurfürst August von Sachsen (1526–1586) ⚭ 1548 Anna von Dänemark (1532–1585)            | Kurfürst August von Sachsen (1526–1586) ⚭ 1548 Anna von Dänemark (1532–1585)                                  | Kurfürst Johann Georg von Brandenburg (1525–1598) ⚭ 1548 Sabina von Brandenburg-Ansbach (1529–1575) | Kurfürst Johann Georg von Brandenburg (1525–1598) ⚭ 1548 Sabina von Brandenburg-Ansbach (1529–1575) | Kurfürst Johann Georg von Brandenburg (1525–1598) ⚭ 1548 Sabina von Brandenburg-Ansbach (1529–1575) | Kurfürst Johann Georg von Brandenburg (1525–1598) ⚭ 1548 Sabina von Brandenburg-Ansbach (1529–1575) |
| Eltern                               | Kurfürst Christian I. von Sachsen (1560–1591) ⚭ 1582 Sophie von Brandenburg (1568–1622) | Kurfürst Christian I. von Sachsen (1560–1591) ⚭ 1582 Sophie von Brandenburg (1568–1622) | Kurfürst Christian I. von Sachsen (1560–1591) ⚭ 1582 Sophie von Brandenburg (1568–1622) | Kurfürst Christian I. von Sachsen (1560–1591) ⚭ 1582 Sophie von Brandenburg (1568–1622)                       | Kurfürst Christian I. von Sachsen (1560–1591) ⚭ 1582 Sophie von Brandenburg (1568–1622)             | Kurfürst Christian I. von Sachsen (1560–1591) ⚭ 1582 Sophie von Brandenburg (1568–1622)             | Kurfürst Christian I. von Sachsen (1560–1591) ⚭ 1582 Sophie von Brandenburg (1568–1622)             | Kurfürst Christian I. von Sachsen (1560–1591) ⚭ 1582 Sophie von Brandenburg (1568–1622)             |
| Christian II. von Sachsen            |                                                                                         |                                                                                         |                                                                                         | | | | | |